# D.J. Kirkbride
D.J. Kirkbride (né en 1977) est un éditeur et scénariste de bande dessinée américain.

## Récompense
- 2010 : Prix Eisner de la meilleure anthologie pour Popgun (en), vol. 3 (avec Joe Keatinge et Mark Andrew Smith)
- 2011 : Prix Harvey de la meilleure anthologie pour Popgun, vol. 4 (avec Anthony Wu (en) et Adam P. Knave)